# Почуга (озеро)
Почу́га  (Почу́жа; устар. Почу́жское, Пачужье) — озеро в Струго-Красненском районе Псковской области России. Находится на территории Марьинской волости, примерно в 450 м к северо-востоку от окраины деревни Заозерье.
Площадь — 14,00 га, максимальная глубина — 12,00 метра, среднее — 4,50 м; высота уреза воды — 140,1 метра над уровнем моря.
Относится к бассейну рек Козий-Лонка-Курея— Плюсса (в другом источнике: Бочица — Лонка- Курея — Плюсса (Ефимов, Фёдоров 2015)). Низкие, отлогие и крутые берега, лес, поля, луга. Озеро глухое, без стока.
Ихтиологический тип озера — плотвично-окуневый. Водятся следующие виды рыб — щука, плотва, окунь, линь, карась, ёрш, вьюн. Ихтиомасса составляет 160 кг/га. Бывают заморы. В центре — ил, в литорали — ил, песок, песок с глиной, заиленный песок, коряги. Степень зарастания — 5 %.
В 1785 году значится как озеро Пачужье, на плане 1834 года — как озеро Почужское.